# Threni
Threni id est Lamentationes Jeremiae Prophetae és una cantata en llatí sobre les Lamentacions del profeta Jeremies composta per Ígor Stravinski el 1958. És considerada la primera obra completament serial del compositor.
La instrumentació és la següent: cor mixt (SATB), sis veus solistes (soprano, contralt, 2 tenors i 2 baixos) i orquestra (2 flautes, 3 oboès, 3 clarinets, 1 sarrussòfon, 4 trompes, 3 trombons, bugle/clarí, tuba, timbals, tam-tam, piano, celesta, arpa, secció de cordes).
Stravinski va començar la composició a l’estiu de 1957 i va acabar-la el 21 de març de 1958, a Hollywood. Es va estrenar en memòria d’Alessandro Piovesan a la Sala de l’Oratori de San Rocco (Venècia) el 23 de setembre de 1958 en motiu de la Biennal de Venècia. El mateix Stravinski la va dirigir amb l’orquestra Norddeutsche Rundfunk d’Hamburg, a qui està dedicada la cantata.
Existeix una gravació de l’obra, que dura poc més de mitja hora, de l’any 1959, en què Stravinski la dirigeix a Nova York, a la Columbia Broadcasting System (CBS).

## Estructura
L’obra està dividida en tres parts basades en els textos de les Lamentacions 1, 3 i 5 del profeta: De Elegia Prima, De Elegia Tertia, i De Elegia Quinta. Abans de les parts hi ha una breu introducció sobretot instrumental on també hi intervenen la soprano i la contralt solistes.
Els textos de les parts inicial i final són interpretats pel cor i pels solistes, i a la part central hi predominen els solistes mentre el cor fa intervencions puntuals. L’acompanyament instrumental no és gens massiu i hi ha moments on la seva intervenció és anecdòtica.
La profunditat d’aquesta obra és quelcom que s’ha de remarcar. Es mostra com a obra esotèrica gràcies a les transformacions fosques dels moviments harmònics i melòdics, i també per la supressió de les barres de compàs, les figuracions del ritme, en els cànons a tres i a més veus dels solistes.
Si comparem els finals de la Simfonia dels salms (1930) i de Les bodes (1917) amb Threni, aquesta última té una polifonia rítmica més quieta i acaba amb el quartet de trompes fent un acord quatríade amb la 3a duplicada.

## Influències
Stravinski deia que ell havia estudiat les obres de Palestrina i les Lamentacions de Tallis i de Byrd però que no va intentar acostar la seva música a la dels grans mestres del Renaixement.
En els inicis de l’època neoclàssica del compositor, Stravinski va rebutjar l’estètica de Schönberg. No va ser fins al final de la seva vida que va acceptar la influència del serialisme de l’Escola de Viena. En aquest període, després de la mort de Schönberg, va introduir progressivament la tècnica del serialisme en obres com Canticum Sacrum (1955) i Agon (1957). Com a punt culminant, Threni (1958) va ser la primera obra completament serial d’Stravinski, que ell va escriure amb 76 anys.